# مونتيسيانو
مونتيسيانو هي بلدة وكومونا وتقع على الخليج اليمينى من فال دي ميرس، مقاطعة سينا، توسكانا، التي تتواجد في وسط إيطاليا. وتقع بلدة مونتيسيانو في جبال كولين ميتاليفير
وتعرف كومونا باجني دي لوكا بمياها الساخنة وهي واحدة من الفريزن

## تاريخ
و يعود التاريخ إلى أول ذكر تاريخي هو قلعة مونتيسيانو  عام 1171 عندما كانت تحت حكم أسقف  فولتيرا، وخلال فترة القرون الوسطى  كانت الغابات تمثل مصدرا مهما ولم يكن الامر على توفير الخشب فقط ولكن بالإضافة إلى  الإمدادات الغذائية مثل الحيونات البرية والكستناء، وسرعان ما تم إنشاء نظم الزراعة حول مونتيسيانو، فكان المنتج الرئيسي المزروع هو القمح،
وفي عام 1266 تم احتلالها من قبل جيش السينيس بسبب مشاركة مواطنين مونتيسيانو في هزيمة جيبيلين في بينيفينتو، وفي عام 1554 أصبحت جزءاً من مملكة دوقية توسكانا الكبرى، ومن عام 1629 إلى 1749 كانت إقطاعية تابعة لعائلة بانوكيسكي
وتم الإتفاق بين المواطنوان بالإجماع في عام 1860 للانضمام إلى مملكة إيطاليا أثناء احداث الحرب العالمية الثانية،  ثم بدأ المعارضون من منطقة سينا بشن أول عمليتهم التنظيمية في  مونتيسيانو حين تم إنشاء سرايا المعارضة وتم تسميتها على  اسم سبارتاكو لافاجنيني، واستمرت المعركة بين المعارضين والألمان ليلتين  هي  3 و 4  من شهر يونيو عام 1944، ومازلت  هذي المعركة عالقة في الأذهان بسبب حدوثها في وسط البلدة

## الشخصيات
تعد مونتيسيانو هي مسقط رأس مدير كرة القدم لوتشيانو موجي.